# Kaulu
U havajskoj mitologiji, Kaulu je bog, a poznat je po tome što je ubio veliku božicu majku Haumeju kod mjesta zvanog Niuhelewai. On je nju uhvatio u mrežu.
Potom je ubio plemića znanog kao Lonokaeho (ili Piokeanuenue), koji je bio kralj Koʻolaua.

## Obitelj
Kaulu je rođen na otoku Oahuu te je bio sin Kukaohialake i Hinauluohije.
Žena mu je bila Kekele, no nisu imali djece.